# Герб Уругваю
Герб Уругваю — державний символ Уругваю, прийнятий 19 березня 1829 року.

## Опис
У верхній лівій чверті в блакитному полі зображені золоті ваги, що символізують рівність і справедливість. У верхній правій чверті в срібному полі — зелена гора Монтевідео з фортецею на її вершині і п'ятьма блакитними хвилями біля підніжжя, що символізує силу. У нижній правій чверті — чорний неприборканий кінь в срібному полі, як символ свободи. У нижній лівій чверті — золотий бик в блакитному полі, що символізує достаток.